# Jordán (ort)
Jordán är en ort i Colombia.   Den ligger i departementet Santander, i den centrala delen av landet, 260 km norr om huvudstaden Bogotá. Jordán ligger 438 meter över havet och antalet invånare är 112.
Terrängen runt Jordán är kuperad åt sydväst, men åt nordost är den bergig. Jordán ligger nere i en dal. Runt Jordán är det ganska tätbefolkat, med 58 invånare per kvadratkilometer. Närmaste större samhälle är San Gil, 19,8 km söder om Jordán. Omgivningarna runt Jordán är en mosaik av jordbruksmark och naturlig växtlighet.